# جک لندیل
جک لندیل (انگلیسی: Jock Landale؛ زادهٔ ۲۵ اکتبر ۱۹۹۵) بازیکن بسکتبال اهل استرالیا است.
از باشگاه‌هایی که در آن بازی کرده‌است می‌توان به باشگاه بسکتبال پارتیزان اشاره کرد.
وی در مسابقات کشوری و بین‌المللی در مجموع برندهٔ ۱ مدال برنز شده‌است.